# Brestovi
Brestovke (Ulmaceae) su porodica cvetajućih biljki koja obuhvata brestove (Ulmus), i zelkove (rod Zelkova). Članovi ove porodice su široko rasprostranjeni u severnoj umerenoj zoni, i imaju raspršena distribucija drugdje osim Australazije.
Ova porodica je ranije donekle obuhvatala kopriviće, (Celtis i slično), ali je analiza grupa istraživača filogenije skrivenosemenica pokazala da je bolje smestiti te rodove u srodnu porodicu Cannabaceae. Ograničenje navedeno u takosonomskoj kutiji je predložio P. Stivens na njegovom vebsajtu filogenije skrivenosemenica Botaničke bašte Misuri, i uključuje informacije o porodicama vaskularnih biljki i spisak rodova Kraljevskih botaničkih vrtova, Kew. Generalno se smatra da obuhvata 7 rodova i oko 45 vrsta. Pojedine klasifikacije takođe uključuju rod Ampelocera.

## Opis
Ova porodica je grupa zimzelenog i litopadnog drveća i grmlja sa lepljivim supstancama na tkivu listova i kore. Listovi su obično naizmenični na trepeljkama. Ivice listova su jednostavne (nisu kompozitne), sa potpuno glatkom ili donekle nazubljenom marginama, i često imaju asimetričnu osnovu. Cvetovi su mali, i mogu da budu dvopolni ili jednopolni. Plodovi su zatvorene krilatke, orašasti plodovi, ili koštunice. Ulmus obezbeđuje važnu građu uglavnom za nameštaj, a U. rubra, klizavi brest, medicinska je biljka koja je poznata po blagotvornim svojstvima svoje unutrašnje kore. Planera aquatica je isto tako vrsta stabala koja se koriste kao drvena građa. Planera, Ulmus, i Zelkova se uzgajaju kao ornamentalna stabla.

## Filogenija
Moderna molekularna filogenija sugeriše sledeće odnose:
|  |  |
|  |  |
|  |  |
|  |  |

|  |                                     |
|  |                                     |
|  | \| \| \| \| \| \| \| \| \| \| \| \| |
|  |                                     |
|  |                                     |
|  |                                     |
|  |                                     |
|  |                                     |

|  |  |
|  |  |
|  |  |
|  |  |

|  |  |
|  |  |
|  |  |
|  |  |

|  |                                     |
|  |                                     |
|  | \| \| \| \| \| \| \| \| \| \| \| \| |
|  |                                     |
|  |                                     |
|  |                                     |
|  |                                     |
|  |                                     |

|  |  |
|  |  |
|  |  |
|  |  |

|  |  |
|  |  |
|  |  |
|  |  |

|  |                                     |
|  |                                     |
|  | \| \| \| \| \| \| \| \| \| \| \| \| |
|  |                                     |
|  |                                     |
|  |                                     |
|  |                                     |
|  |                                     |

|  |  |
|  |  |
|  |  |
|  |  |

|  |  |
|  |  |
|  |  |
|  |  |

|  |                                     |
|  |                                     |
|  | \| \| \| \| \| \| \| \| \| \| \| \| |
|  |                                     |
|  |                                     |
|  |                                     |
|  |                                     |
|  |                                     |

|  |  |
|  |  |
|  |  |
|  |  |

## Literatura
- Barker, W. T. 1986. Ulmaceae. In: Great Plains Flora Association. 1986. Flora of the Great Plains. Lawrence, Kans. Pp. 119-123
- Elias, T. S. Elias, Thomas Sam (1970). „The genera of Ulmaceae in the southeastern United States”. J Arnold Arbor. 51: 18—40. doi:10.5962/bhl.part.7037.
- Giannasi, David E. (1978). „Generic relationships in the Ulmaceae based on flavonoid chemistry”. Taxon. 27 (4): 331—344. Bibcode:1978Taxon..27..331G. JSTOR 1220369. doi:10.2307/1220369.
- Giannasi, D. E. and K. J. Niklas. 1977. „Flavonoids and other constituents of fossil Miocene Celtis and Ulmus (Succor Creek Flora)”. Science. 197 (4305): 765—767. 1977. PMID 17790771. doi:10.1126/science.197.4305.765.
- Grudzinskaya, I. A. 1965. The Ulmaceae and reasons for distinguishing the Celtidoideae as a separate family Celtidaceae Link. Bot. Zhurn. (Moscow & Leningrad). 52  1723—1749
- Sweitzer, E. M. Sweitzer, E. M. (1971). „The comparative anatomy of Ulmaceae”. J Arnold Arbor. 52 (4): 523—585. doi:10.5962/bhl.part.9117.
- Zavada, Michael (1983). „Pollen morphology of Ulmaceae”. Grana. 22 (1): 23—30. Bibcode:1983Grana..22...23Z. doi:10.1080/00173138309429910.
- Rackham, Oliver (1980). Ancient woodland: its history, vegetation and uses. E. Arnold. ISBN 978-0-7131-2723-2.. Edward Arnold, London
- Zhang, Qiu-Yue; Huang, Jian; Jia, Lin-Bo; Su, Tao; Zhou, Zhe-Kun; Xing, Yao-Wu (децембар 2018). „Miocene Ulmus fossil fruits from Southwest China and their evolutionary and biogeographic implications”. Review of Palaeobotany and Palynology (на језику: енглески). 259: 198—206. Bibcode:2018RPaPa.259..198Z. S2CID 135184883. doi:10.1016/j.revpalbo.2018.10.007.
- Brummitt, R. K (1992). Vascular Plant Families & Genera. Royal Botanic Garden., Kew, London, UK.
- Richens, R. H (1983). Elm.. . Cambridge University Press. Недостаје или је празан параметар |title= (помоћ)
- „Propagation: Root an Elm Tree Cutting | DoItYourself.com”. Архивирано из оригинала 3. 12. 2013. г. Приступљено 2013-11-30.
- Clouston, B., Stansfield, K., eds., After the Elm (London, 1979)
- Webber, J. (2019) (октобар 2019). „What have we learned from 100 years of Dutch Elm Disease?”. Quarterly Journal of Forestry. 113 (4): 264—268.,  . Royal Forestry Society, UK.
- Brasier, C. M. & Mehotra, M. D. (1995). Brasier, C.M.; Mehrotra, M.D. (1995). „Ophiostoma himal-ulmi sp. nov., a new species of Dutch elm disease fungus endemic to the Himalayas”. Mycological Research. 99 (2): 205—215. doi:10.1016/S0953-7562(09)80887-3. (44 ref.) ISSN 0953-7562. Elsevier, Oxford, UK.
- Brasier, C. M. (1996). New horizons in Dutch elm disease control. Pages 20-28 in: „Report on Forest Research” (PDF). Архивирано из оригинала (PDF) 28. 06. 2007. г. Приступљено 23. 05. 2023., 1996. Forestry Commission. HMSO, London, UK.
- "„Elm Yellows”. Архивирано из оригинала 04. 10. 2011. г. Приступљено 23. 05. 2023.". Elmcare.Com. 19 March 2008.
- Price, Terry. "„Wilt Diseases”. Архивирано из оригинала 28. 09. 2011. г. Приступљено 23. 05. 2023.". Forestpests.Org. 23 March 2005. 19 March 2008.
- Gilman, D. C.; Thurston, H. T.; Colby, F. M., ур. (1905). „Elm-Insects”. New International Encyclopedia (I изд.). New York: Dodd, Mead.
- Elm zigzag sawfly (Aproceros leucopoda)
- „Sapsucker Vs Woodpecker: How To Tell The Difference”. Forest Wildlife (на језику: енглески). 10. 5. 2022. Приступљено 2022-07-01.
- Hiemstra, J.A.;  . (2007). Belang en toekomst van de iep in Nederland [Importance and future of the elm in the Netherlands]. Wageningen, Netherlands: Praktijkonderzoek Plant & Omgeving B.V. Архивирано из оригинала 28. 9. 2014. г. Приступљено 26. 10. 2017.
- Burdekin, D.A.; Rushforth, K.D. (новембар 1996). Revised by J.F. Webber. „Elms resistant to Dutch elm disease” (PDF). Arboriculture Research Note. Alice Holt Lodge, Farnham: Arboricultural Advisory & Information Service. 2/96: 1—9. ISSN 1362-5128. Архивирано (PDF) из оригинала 26. 10. 2017. г. Приступљено 26. 10. 2017.
- Ware, G. (1995). „Little-known elms from China: landscape tree possibilities”. Journal of Arboriculture (PDF) http://www.ces.ncsu.edu/fletcher/programs/nursery/metria/metria8/m87.pdf. Недостаје или је празан параметар |title= (помоћ) Архивирано 30 новембар 2007 на сајту . новембар 1995. Спољашња веза у |journal= (помоћ). International Society of Arboriculture, Champaign, Illinois, US.
- Biggerstaffe, C., Iles, J. K., & Gleason, M. Sustainable urban landscapes: Dutch elm disease and disease-resistant elms. L. 1999.. SUL-4, Iowa State University
- Sticklen, Mariam B.; Sherald, James L. (1993). Chapter 13: Strategies for the Production of Disease-Resistant Elms. Mariam B.; Sherald, James L. (eds.). Dutch Elm Disease Research: Cellular and Molecular Approaches. New York: Springer-Verlag. стр. 171—183. ISBN 9781461568728. LCCN 93017484. OCLC 851736058. Приступљено 22. 11. 2019 — преко Google Books.
- Newhouse, A. E.; Schrodt, F; Liang, H.; Maynard, C. A.; Powell, W. A. (2007). „Transgenic American elm shows reduced Dutch elm disease symptoms and normal mycorrhizal colonization”. Plant Cell Rep. 26 (7): 977—987. Bibcode:2007PCelR..26..977N. PMID 17310333. S2CID 21780088. doi:10.1007/s00299-007-0313-z.
- Martín-Benito D., Concepción García-Vallejo M., Pajares J. A., López D. 2005. "„Triterpenes in elms in Spain” (PDF). Архивирано из оригинала (PDF) 28. 06. 2007. г. Приступљено 23. 05. 2023.". Martín-Benito, Dario; García-Vallejo, Maria Concepción; Pajares, Juan Alberto; López, David (2005). „Triterpenes in elms in Spain”. Can. J. For. Res. 35 (1): 199—205. Bibcode:2005CaJFR..35..199M. doi:10.1139/x04-158.
- Pajares, J. A., García, S., Díez, J. J., Martín, D. & García-Vallejo, M. C. 2004. "„Feeding responses by Scolytus scolytus to twig bark extracts from elms”. Архивирано из оригинала 07. 10. 2008. г. Приступљено 23. 05. 2023.". Invest Agrar: Sist Recur For. 13: 217—225. Недостаје или је празан параметар |title= (помоћ).
- Martín, JA; Solla, A; Venturas, M; Collada, C; Domínguez, J; Miranda, E; Fuentes, P; Burón, M; Iglesias, S; Gil, L (2015-04-01). „Seven Ulmus minor clones tolerant to Ophiostoma novo-ulmi registered as forest reproductive material in Spain”. IForest - Biogeosciences and Forestry. Italian Society of Sivilculture and Forest Ecology (SISEF). 8 (2): 172—180. ISSN 1971-7458. doi:10.3832/ifor1224-008 .
- „Scientific Name: Ulmus x species” (PDF). Архивирано из оригинала (PDF) 17. 12. 2008. г. Приступљено 26. 5. 2018.
- Santini A., Fagnani A., Ferrini F., Mittempergher L., Brunetti M., Crivellaro A., Macchioni N., "„Elm breeding for DED resistance, the Italian clones and their wood properties” (PDF). Архивирано из оригинала (PDF) 26. 10. 2007. г. Приступљено 23. 05. 2023.". Invest Agrar: Sist. Recur. For (2004) 13 (1), 179–184. 2004.
- Santamour, J., Frank, S. & Bentz, S. „Updated checklist of elm (Ulmus) cultivars for use in North America”. Journal of Arboriculture. 21. 1995.:3 (May 1995), 121–131. International Society of Arboriculture, Champaign, Illinois, US
- Smalley, E. B. & Guries, R. P. Smalley, E. B.; Guries, R. P. (1993). „Breeding Elms for Resistance to Dutch Elm Disease”. Annual Review of Phytopathology. 31 (1): 325. Bibcode:1993AnRvP..31..325S. doi:10.1146/annurev.py.31.090193.001545. Vol. 31 : 325–354. Palo Alto, California
- Heybroek, Hans M. (1983).  Burdekin, D.A., ур. „Resistant elms for Europe” (PDF). Forestry Commission Bulletin (Research on Dutch Elm Disease in Europe). London: HMSO (60): 108—113. Архивирано (PDF) из оригинала 15. 2. 2017. г.
- Heybroek, H.M. (1993). „The Dutch Elm Breeding Program”.  Ур.: Sticklen, Mariam B.; Sherald, James L. Dutch Elm Disease Research. New York, USA: Springer-Verlag. стр. 16—25. ISBN 978-1-4615-6874-2. Архивирано из оригинала 26. 10. 2017. г. Приступљено 26. 10. 2017.
- Mittempergher, L; Santini, A (2004). „The history of elm breeding” (PDF). Investigacion Agraria: Sistemas y Recursos Forestales. 13 (1): 161—177. Архивирано (PDF) из оригинала 11. 2. 2017. г.
- Martin, J., Sobrina-Plata, J., Rodriguez-Calcerrada, J., Collada, C., and Gil, L. (2018). Breeding and scientific advances in the fight against Dutch elm disease: Will they allow the use of elms in forest restoration? New Forests, 1-33. Springer Nature 2018.